# 단바구치역
단바구치역(일본어: 丹波口駅, たんばぐちえき)은 일본 교토부 교토시 시모교구에 있는 서일본 여객철도 산인 본선의 철도역이다.
산인 본선 이외에도 교토 화물역에서 도카이도 본선의 화물 지선(산인 연락선)이 연결되어 있다(교토역 방향에서 합류). 단, 현재 이 선을 경유하는 정기 열차는 교토 종합 운전소 - 사가아라시야마역간에 선로 보수의 목적으로 한 번 왕복하는 회송 열차가 전부다.

## 개요 및 역 구조
1면 2선의 섬식 승강장이 있고, 교행이 가능한 고가역이다. 개찰구는 지상에 1개소가 있으며, 플랫폼은 2층에 있다. 지상과 플랫폼 사이는 엘리베이터와 계단으로 연결되어 있다. 역사에의 출입구는 고조 도오리 (국도 9호선)를 마주하고 있는 북측과 센본 도오리를 맞보고 있는 동쪽에 설치되어 있다. 단, 어느 쪽의 출입구도 역 전체로 봤을 때는 북단이기 때문에 역 남측에서의 접근성은 좋지 않다. 화장실은 개찰구 내의 2층과 지상 역무실 옆 (휠체어 대응)에 설치되어 있으며 모두 수세식이다. JR 서일본 교통 서비스가 역 업무를 보는 업무 위탁역으로, 조조나 심야에는 창구에서 영업을 하지 않는다.
J스루 카드, ICOCA 및 그 상호 이용 대상 IC 카드를 사용할 수 있다. JR의 특정 도·구·시내 운임 제도에 따른 교토 시내의 역이다.

### 승강장
↑ 교토 방면
| １２ |
소노베 방면↓
| 1 | ■ 사가노 선 (상행) | 교토 행                                 |
| 2 | ■ 사가노 선 (하행) | 사가아라시야마 · 가메오카 · 소노베 방면 |

## 역세권 정보
고조도리와 센본도리에 접하고 있으며, 인근에 교토 시 중앙 도매 시장 제1시장이 위치하고 있다.
버스는 역 앞이 아니라 서쪽에 도보로 2분 정도 걸리는 위치의 교토 리서치 파크 앞 정류장에서 타야한다.

## 승차량 변동
대체로 4000명 중반선을 유지하고 있다.
| 연도      | 승차량 | 승차량 | 승차량 | 승차량 | 승차량 | 승차량 | 승차량 | 승차량 | 승차량 | 승차량 | 비고    |
| 연도      | 1998년 | 1999년 | 2000년 | 2001년 | 2002년 | 2003년 | 2004년 | 2005년 | 2006년 | 2007년 | 비고    |
| --------- | ------ | ------ | ------ | ------ | ------ | ------ | ------ | ------ | ------ | ------ | ------- |
| JR 서일본 | 4430   | 4394   | 4326   | 4333   | 4295   | 4419   | 4633   | 4758   | 4863   | 4840   | [ * 1 ] |

1. ↑  교토 부 통계서 1998~2007 에서.

## 역사
- 1897년 4월 27일 - 교토 철도의 역으로 개업.
- 1907년 8월 1일 - 교토 철도가 국유화 됨.
- 1918년 9월 10일 - 도카이도 본선의 화물 지선이 개통.
- 1927년 12월 1일 - 교토 시 중앙 도매 시장에의 전용선 개통.
- 1976년 3월 16일 - 고가역화 및 북측으로 500m 이전. 화물 취급 업무를 신설한 교토 시장역에 이관.
- 1984년 2월 1일 - 교토 시장역 폐지.
- 1987년 4월 1일 - 일본국유철도 분할 민영화로 서일본 여객철도의 역이 됨.

## 인접역
| 서일본 여객철도 산인 본선  | 서일본 여객철도 산인 본선 | 서일본 여객철도 산인 본선 |
| -------------------------- | ------------------------- | ------------------------- |
| 우메코지교토니시 교토 방면 | ■ 사가노 선 보통          | 니조 소노베 방면          |